# میرسعید
میرسعید(به کردی: میرسەیی، Mîrseyî) روستایی از توابع بخش زیویه در شهرستان سقز است که در استان کردستان ایران قرار دارد.

## جمعیت
این روستا در دهستان گل‌تپه واقع شده و براساس سرشماری سال ۱۳۸۵، جمعیت آن ۱۱۳ نفر (۲۰ خانوار) بوده‌است.